# Чакир, Яков Миронович
Яков Миронович Чакир (23 марта 1912 года, с. Глубокое Татарбунарского района Одесской области — 29 января 2003 года) — организатор с.-х. производства, Герой Социалистического Труда (1972). Заслуженный агроном МССР (1966).

## Биография
Окончил Кишинёвский СХИ (1941). После начала войны эвакуировался в Джалалабадскую область. В 1942—1944 служил в РККА (434 сп 169 сд), мл. лейтенант. Награждён медалью «За отвагу» (1943) и орденом Отечественной войны II степени (1985).
В 1944—1960 на хозяйственной и советской работе (в 1950-гг. директор МТС). Член КПСС с 1950.
С 1961 по 1989 г. директор (первый) совхоза «Прут» Унгенского района (пашня и три тысячи гектаров яблоневого сада).
Депутат Верховного Совета СССР 8-го созыва.
Герой Социалистического Труда (14.12.1972). Заслуженный агроном МССР (1966). Награждён двумя орденами Ленина (1966, 1972), орденами Октябрьской Революции (1971) и Трудового Красного Знамени.
Умер в 29.01.2003-г.